# Arboga
Arboga je grad u središnjem dijelu južne Švedske u županiji Västmanland.

## Stanovništvo
Prema podacima o broju stanovnika iz 2005. godine u gradu živi 10.600 stanovnika.

## Vanjske poveznice
- Službena stranica grada

### Ostali projekti
|  | Zajednički poslužitelj ima još gradiva o temi Arboga |